# エスコン
株式会社エスコン（英称：ES-CON JAPAN Ltd.）は、東京都港区に東京本社を、大阪市中央区に大阪本社を置く不動産会社。中部電力の連結子会社であり、東証プライム上場（親子上場）。旧社名は株式会社日本エスコン（にほんエスコン）。

## 概要
2018年に中部電力との資本・業務提携により同社の持分法適用関連会社となっていたが、2021年4月に同社に対する第三者割当増資を実施し連結子会社となった。
企画・コンセプトを訴求した分譲マンションブランド「ネバーランド」「レ・ジェイド」や、「tonarie（トナリエ）」をはじめとした商業施設等の企画・開発・販売事業及び保有物件における賃貸事業、プロパティマネジメント事業、分譲マンション管理事業、不動産関連業務受託、企画、仲介、コンサルティング並びに不動産投資顧問事業を展開。商業施設、医療施設、ホテルなどの不動産開発も手掛ける。
社名の「エスコン」は、エステート（不動産）とコンステレーション（星座）を合わせた造語で、「日本エスコンで結ばれた全ての人々が、それぞれ異なる色や力強い光を放ちながら、全体として美しく心地よい調和を生み出し、他に類を見ないほどの輝きを放つ星座として、未来永劫にわたって輝き続ける。そんな“不動産業界の星座”でありたい」との想いが込められている。
事務所所在地
- 東京本社：東京都港区虎ノ門二丁目10番4号 オークラプレステージタワー20F
- 大阪本社：大阪府大阪市中央区伏見町四丁目1番1号 明治安田生命大阪御堂筋ビル13F

## 沿革
- 1995年4月 - 大阪市に株式会社デザート・イン設立[1]。
- 1996年
  - 4月 - 株式会社日本エスコンに商号変更[1]。
  - 6月 - 不動産関連業務受託事業を開始[1]。
  - 8月 - 不動産企画販売事業を開始[1]。
- 1997年12月 - 分譲事業を開始[1]。
- 2000年2月 - 東京都に東京支店開設[1]。
- 2001年8月 - 日本証券業協会（現・JASDAQ）に店頭登録[1]。
- 2003年5月 - 本店を東京都千代田区の富国生命ビルに移転、東京本店を東京本社に改組[1]。
- 2006年9月 - 不動産特定共同事業許可取得[1]。
- 2007年5月 - 大阪本社を大阪市中央区伏見町四丁目1番1号に移転[1]。
- 2012年3月 - 東京本店を東京都千代田区内神田二丁目15番9号に移転[1]。
- 2013年5月 - 株式会社エスコンプロパティを設立[1]。
- 2014年7月 - 株式会社エスコンアセットマネジメントを設立[1]。
- 2015年
  - 9月 - 東京証券取引所第2部に市場変更[1]。
  - 12月 - 東京本店を東京都千代田区神田駿河台四丁目2番5号に移転[1]。
- 2016年
  - 6月 - 東京証券取引所第1部に指定替え[1]。
  - 8月 - エスコンジャパンリート投資法人を設立[1]。
  - 9月 - 株式会社エスコンリビングサービスを設立[1]。
- 2017年10月 - 第二種金融商品取引業に登録[1]。
- 2018年
  - 8月 - 中部電力と資本・業務提携[5][6]。
  - 11月23日 - 商業施設「tonarie（トナリエ）」ブランドの第1号をオークタウン大和高田を建て替えて開業。
- 2019年
  - 2月 - エスコンジャパンリート投資法人が東京証券取引所不動産投資信託市場へ上場[7]。
  - 7月 - ワンズオウンハウス株式会社およびライズホーム株式会社の全株式を取得し、子会社化[8]。
  - 10月 東京本店を東京都港区虎ノ門二丁目10番4号に移転[9]。
- 2020年1月29日 - 北海道日本ハムファイターズとの間で、同球団が2023年に北海道北広島市に新設する新球場の命名権を取得したと発表。10年間超の契約で「エスコンフィールドHOKKAIDO」の名称となる。併せて球場を含めた「北海道ボールパークFビレッジ」の不動産開発にも参画する[10]。JR北広島駅周辺市有地での『駅西口周辺エリア活性化事業』のパートナー企業として優先交渉権も獲得した。
- 2021年
  - 4月5日 - 中部電力に対する第三者割当増資を実施し、連結子会社となる。
  - 10月29日 - 株式会社ピカソおよび優木産業株式会社とそのグループ会社6社の全株式を取得し、子会社化[11]。
- 2022年1月21日 - FUEL株式会社の全株式を取得し、子会社化[12]。
- 2023年
  - 7月31日 - 株式会社四条大宮ビルの全株式を取得し、子会社化[13]。
  - 12月1日 - 株式会社ファイターズ スポーツ&エンターテイメントおよび株式会社ディー・エヌ・エーと共に、株式会社エスコンスポーツ&エンターテイメントを設立[14]。
- 2025年
  - 7月1日 - 商号を株式会社エスコンに変更[15]。

## 所有商業施設
- 北海道電力管内
  - トナリエ北広島
- 東京電力管内
  - トナリエ宇都宮
  - トナリエ ふじみ野
  - トナリエつくばスクエア
- 中部電力管内
  - トナリエ四日市
- 関西電力管内
  - トナリエ南千里
  - トナリエ清和台
  - トナリエ大和高田
  - トナリエ栂・美木多
  - Oh!Me大津テラス

## 加盟団体
- 不動産協会
- 首都圏不動産公正取引協議会